# Women's Image Network Awards
Les Women's Image Awards (officiellement intitulés Women's Image Network Awards) sont des récompenses de cinéma et de télévision américaines décernées chaque année depuis 1993.
Ils récompensent annuellement des fictions télévisuelles ainsi que des films produits par des femmes. La productrice Sherry Lansing et le réalisateur Arthur Hiller ont contribué à la création de ces récompenses.
Les WIN Awards honorent également chaque année une personnalité féminine pour sa contribution personnelle à l'industrie cinématographique. Lauren Bacall, Lily Tomlin, Jane Campion, Anne Archer et Carrie Fisher ont notamment reçu des prix honorifiques.

## Cérémonies
Cette cérémonie de récompenses émergente a lieu durant la saison des prix hollywoodiens et vise à mettre en avant des films et des séries également nommés aux Oscars et aux Golden Globes.

## Catégories de récompenses
- Meilleur film (Feature Film)
- Meilleur acteur dans un film (Actor Feature Film / Actor in Film)
- Meilleure actrice dans un film (Actress Feature Film / Actress in Film)
- Meilleur téléfilm / mini-série (Made For Television Movie / Mini-Series)
- Meilleur acteur dans une mini-série ou un téléfilm (Actor in Made-for-TV Movie / Miniseries)
- Meilleure actrice dans une mini-série ou un téléfilm (Actress in Made-for-TV Movie / Miniseries)
- Meilleure série comique (Comedy Series)
- Meilleure actrice dans une série comique (Actress Comedy Series)
- Meilleur film ou série réalisé par une femme (Film or Show Directed By a Woman)
- Meilleur film ou série écrit par une femme (Film or Show Written By a Woman)
- Meilleur film ou série produit par une femme (Film or Show Produced by a Woman)
- Meilleure télé-réalité (Reality Series)
- Meilleure actrice dans une télé-réalité (Actress Reality Series)
- Meilleur film documentaire (Documentary Film)
- Meilleure série dramatique (Drama Series)
- Meilleure actrice dans série dramatique (Actress Drama Series)
- Meilleur film en langue étrangère (Foreign Language Film)

## Palmarès 2005

### Meilleur acteur dans un film
- Peter Sarsgaard pour le rôle de Gene Carson dans Flight Plan (Flightplan)

### Meilleure actrice dans un film
- Jodie Foster pour le rôle de Kyle Pratt dans Flight Plan (Flightplan)

### Meilleur acteur dans une mini-série ou un téléfilm
- David Alan Grier pour le rôle de Oncle Henry dans Le Magicien d'Oz des Muppets (The Muppets' Wizard of Oz)
- Jeffrey Tambor pour le rôle de Wizard dans Le Magicien d'Oz des Muppets (The Muppets' Wizard of Oz)

### Meilleure actrice dans une mini-série ou un téléfilm
- Ashanti pour le rôle de Dorothy Gale dans Le Magicien d'Oz des Muppets (The Muppets' Wizard of Oz)

## Palmarès 2019

### Meilleur long métrage
- Une femme d'exception (On the Basis of Sex)

### Meilleur film réalisé par une femme
- Mimi Leder pour Une femme d'exception (On the Basis of Sex)

### Meilleure actrice dans un long métrage
- Felicity Jones pour le rôle de Ruth Bader Ginsburg dans Une femme d'exception (On the Basis of Sex)

### Meilleure actrice dans un second rôle dans un long métrage
- Kathy Bates pour le rôle de Dorothy Kenyon dans Une femme d'exception (On the Basis of Sex)
- Cailee Spaeny pour le rôle de Jane C. Ginsburg (en) dans Une femme d'exception (On the Basis of Sex)